# 9295 Donaldyoung
9295 Donaldyoung eller 1983 RT1 är en asteroid i huvudbältet som upptäcktes den 2 september 1983 av den amerikanske astronomen Edward L.G. Bowell vid Anderson Mesa Station. Den är uppkallad efter Donald L. Young.
Den tillhör asteroidgruppen Vesta.